# Lowkey
Lowkey, pseudonimo di Kareem Dennis (Londra, 23 maggio 1986), è un rapper e attivista britannico di origini irachene.

## Biografia
Lowkey è noto per produrre musica hip hop a sfondi politici; la pubblicazione del suo primo album in studio risale all'ottobre 2008. Conseguirà i suoi primi esiti commerciali col disco Soundtrack to the Struggle, uscito tre anni più tardi ed entrato al 57º posto della Official Albums Chart.
Soundtrack to the Struggle 2, terzo progetto in studio, è uscito nell'aprile 2019.

## Discografia

### Album in studio
- 2008 – Dear Listener
- 2011 – Soundtrack to the Struggle
- 2019 – Soundtrack to the Struggle 2

### Raccolte
- 2009 – Uncensored

### Singoli
- 2009 – Tears to Laughter
- 2009 – We Don't Want Them
- 2009 – Voices of the Voiceless (con Immortal Technique)
- 2009 – Alphabet Assassin
- 2010 – Long Live Palestine Parts 1 & 2
- 2010 – Something Wonderful
- 2010 – Obama Nation
- 2010 – Revolution Music (feat. Faith SFX & Reverend and The Makers)
- 2018 – Ahmed (feat. Mai Khalil)
- 2019 – The Return of Lowkey
- 2019 – Goat Flow
- 2020 – Iraq2Chile (feat. Mai Khalil)
- 2020 – Daily Duppy
- 2020 – Baby Steps
- 2020 – I Still Believe 2020 (feat. Akala & Black the Ripper)
- 2021 – Refuse to Kill (feat. Kaia Laurielle)
- 2023 – Palestine Will Never Die (feat. Mai Khalil)
- 2024 – Summer Lovin' (con Jam'addict)